# Économie régénérative
L'économie régénérative est un système économique qui permet la régénération des immobilisations. 

## Principes
Une immobilisation est un actif qui fournit des biens ou des services qui sont requis pour notre bien-être, ou qui y contribuent. Dans la théorie économique standard, on peut soit « régénérer » les immobilisations soit les consommer, jusqu'au moment où l'actif ne peut plus produire un flux viable de biens ou de services. Ce qui sépare l'économie régénérative de la théorie économique standard, c'est qu'elle prend en compte et attribue une valeur économique réelle aux immobilisations principales et originelles — la terre et le soleil. Nous ne pouvons pas faire grand-chose pour influencer le soleil, bien que nous puissions évaluer l'accès effectif au soleil suivant les régions du monde. Par conséquent, la plus grande partie de l'économie régénérative se concentre sur la terre et les biens et services qu'elle fournit.
L'économie régénérative est compatible avec le cadre économique capitaliste. Reconnaître la terre comme une immobilisation originelle place la vraie valeur dans le système qui permet la vie humaine, à savoir l'environnement. Ne pas avoir correctement reconnu cette valeur originelle a fait émerger la condition économique non soutenable appelée croissance non économique, une expression inventée par le principal économiste écologique et théoricien de l'état d'équilibre, Herman Daly. Les auteurs de la théorie économique régénérative considèrent que la croissance non économique est le contraire de l'économie régénérative.